# Chris Opie
Christopher "Chris" Opie (Truro, 22 de juliol de 1987) és un ciclista anglès, professional des del 2012. Actualment corre a l'equip Bike Channel-Canyon.

## Palmarès
- 2010
  - 1r al Gran Premi d'Al Fatah
  - Vencedor de 2 etapes de la Volta a Líbia
- 2016
  - 1r a la Ronda van Midden-Nederland i vencedor d'una etapa
  - Vencedor d'una etapa del Tour de Corea